# Mario Spadoni
Mario Spadoni (fl. XX secolo) è stato un calciatore italiano, di ruolo portiere.

## Carriera
Debutta in Serie B con la Pistoiese nella stagione 1929-1930, disputando sette campionati cadetti e totalizzando 125 presenze.
Negli anni successivi milita nel Pontedera e nel Borgo a Buggiano.